# Фабра, Пумпеу
Пумпе́у Фа́бра-и-Пок (кат. Pompeu Fabra i Poch; 20 февраля 1868, Грасия, сейчас квартал Барселоны — 25 декабря 1948, Прад) — каталонский лингвист, сыграл выдающуюся роль в определении нормативов современного каталанского языка. Именем Пумпеу Фабры названо одно из высших учебных заведений Барселоны.

## Детство
Пумпеу Фабра родился в 1868 году и провел своё детство в квартале Ла-Салут бывшего городка Грасия, который сейчас является одним из кварталов Барселоны. Из двенадцати братьев и сестёр Пумпеу был самым молодым (в детстве умерли 10 его братьев, остался только он и две его сестры). Когда Пумпеу было пять лет, в Испании была провозглашена Республика, и его отец, который был республиканцем, был избран мэром родного города Пумпеу Фабры.

## Зрелые годы

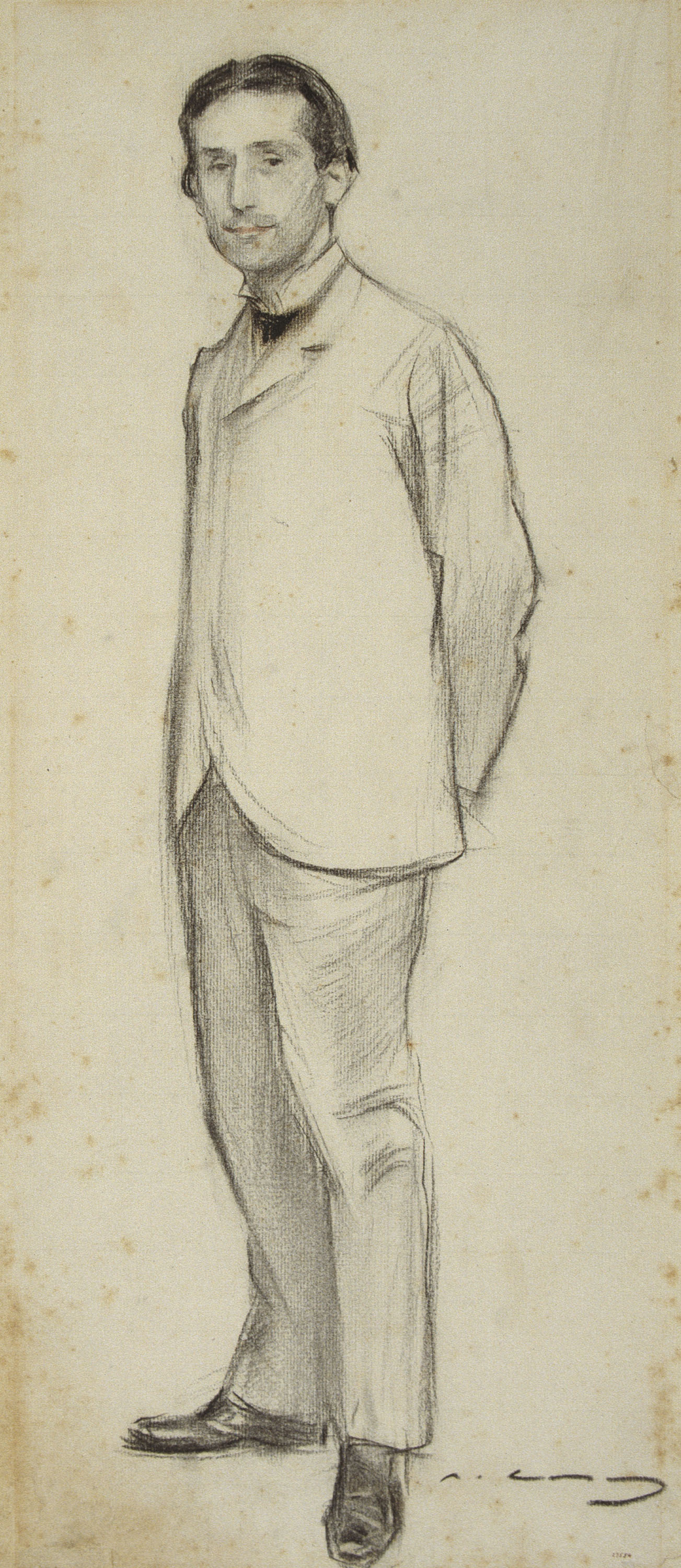
Портрет Пумпеу Фабры авторства Рамона Касаса,
Национальный музей искусства Каталонии

Хотя Пумпеу Фабра своей специальностью выбрал инженерное дело, во время учёбы он заинтересовался филологией, которая стала его хобби. В 1891 году на испанском языке в издательстве «Л’Авенс» он опубликовал труд «Эссе по грамматике современного каталонского языка» (исп. Ensayo de gramática de catalán moderno), в котором впервые, пользуясь научной методологией, был описан современный разговорный каталонский язык, включая её фонетическую транскрипцию. Вместе с Хоакимом Казас-и-Карбо и Хауме Массо и Торрентсом он в течение определённого времени работал в журнале «Л’Авенс» и писал статьи по филологии. Эта работа стала первой серьёзной попыткой систематизировать современный каталонский язык, вызвав широкую полемику, и стала основой для последующей «нормализации» языка (определение общепринятых правил и норм).
С 1902 до 1912 года Пумпеу Фабра жил в городе Бильбао, где он работал на посту главы кафедры химии «Школы инженерных наук», однако всё свободное время он посвящал филологии и каталонскому языку.
В 1906 году Пумпеу Фабра принял участие в I Международном конгрессе по каталонскому языку, а именно — в работе секции правописания. Зарекомендовал себя как один из лучших специалистов в этой сфере. После окончания конгресса Пумпеу Фабре было предложено создать Секцию филологии в только что созданном «Институте каталонских исследований»; впоследствии он был назначен главой кафедры университетских студий. В 1912 году Пумпеу Фабра издаёт «Грамматику каталанского языка» (кат. Gramática de la lengua catalana), за год были созданы «Нормы правописания каталонского языка» (кат. Normes ortogràfiques). Правописание, предложенное Фаброй, вызвало противоречивые оценки. Самыми важными принципами своего правописания Фабра определил возможность различного произношения слов в соответствии с диалектом говорящего и написание слов исходя из этимологии слова. В 1917 году был издан «Орфографический словарь каталанского языка» (кат. Diccionari ortogràfic).

## Спортивная деятельность
Фабра был связан в течение всей свой жизни с тем, что называется научный туризм, и был членом Туристического Центра Каталонии с 1891 г. Совершал путешествия по всей территории Каталонии, а также посещал летние лагеря в Пиринеях с восхождением на самые высокие горные вершины.
Фабра был выбран президентом Ассоциации Lawn Tenis (на сегодняшний день Федерация тенниса Каталонии), и после создания в 1933 году Союза Спортивный Федераций Каталонии становится её первым президентом. Помимо этого, входил в состав руководства отделения тенниса ФК «Барселона». Он считал спорт неотъемлемой частью в формировании полноценной личности и важным аспектом для создания народного единства. Регулярно играл в теннис на кортах фабрики Cros в Бадалоне со своей дочерью Каролой. В одном из интервью упоминал о важности роли тенниса в Каталонии, которая является одной из основных точек развития этого вида спорта на полуострове.
Таким образом, благодаря президентству в Союзе спортивных федераций Каталонии, он стал главным управляющим в области спорта во времена второй республики до начала гражданской войны.

## Создание норм каталонского языка
В 1918 году Фаброй была издана «Грамматика каталанского языка» (кат. Gramàtica catalana), а в 1932 году — «Общий словарь каталонского языка» (кат. Diccionari general de la llengua catalana), который известен общественности как «Словарь Фабры» или просто «Фабра». В том же году издаётся школьный «Курс средней тяжести грамматики каталанского языка» (кат. Curs mitjà de gramàtica catalana). Последнее издание было опубликовано повторно в 1968 году под названием «Введение в грамматику каталонского языка» (кат. Introducció a la gramàtica catalana). В 1924 году выходят «Филологические размышления» (кат. Converses filològiques), в которых Пумпеу Фабра излагает свою точку зрения на идиоматику каталонского языка.
Среди принципов, которые были использованы Фаброй при создании своих словарей, можно назвать следующие:
- исключение архаичных и диалектных форм,
- как можно меньше заимствований из иностранных языков,
- использование слов латинского и греческого происхождения, особенно в области технической терминологии.

## Эмиграция
Из-за событий Гражданской войны в Испании Пумпеу Фабра был вынужден уехать из Каталонии. Он перешёл границу между Испанией и Францией 31 января 1939 года.
Некоторое время учёный жил в Париже, Монпелье, Перпиньяне и, наконец, в городке Прад, где и умер 25 декабря 1948 года. В последние годы своей жизни, несмотря на неблагоприятные условия, он продолжал работать, в частности завершив новое издание «Грамматики каталанского языка» (кат. Gramàtica catalana), которое было выпущено после его смерти в 1956 году Жуаном Куруминасом.
Похоронен в муниципалитете Прад во французском департаменте Восточные Пиренеи (Северная Каталония).

## Память
- В 1980 году именем Пумпеу Фабры было названа улица в квартале Ла-Салут в Барселоне, где он родился и провёл свои детские годы.
- 18 июня 1990 года в Барселоне был основан Университет имени Пумпеу Фабра[вд].